# Tuxford
Tuxford – wieś w Anglii, w hrabstwie Nottinghamshire, w dystrykcie Bassetlaw. Leży 35 km na północny wschód od miasta Nottingham i 199 km na północ od Londynu. Miejscowość liczy 2516 mieszkańców.